# Digital Transgender Archive
O Digital Transgender Archive (DTA), é um recurso online baseado na Northeastern University em Boston, Massachusetts, em colaboração com mais de sessenta faculdades, universidades, organizações sem fins lucrativos e coleções particulares internacionais. Foi criado para permitir que pesquisadores localizassem e utilizassem materiais relacionados a transgéneros em coleções digitais e físicas. Serve como um auxílio para encontrar materiais de arquivo e um centro online para materiais digitais e materiais históricos digitalizados. De acordo com o site do arquivo: "Para enfrentar essas barreiras significativas à acessibilidade da história trans, o DTA mescla virtualmente coleções de arquivos, materiais digitais e projetos independentes díspares em um único mecanismo de busca. Com materiais ricos de fontes primárias e poderosas ferramentas de busca, o DTA oferece um ponto de entrada gerador no fascinante e expansivo mundo da história trans."

## Objetivo
O DTA co-localiza e fornece acesso direto ou links para materiais de inúmeras instituições, incluindo (mas não limitado a) Arquivos Canadenses de Lésbicas e Gays, GLBT Historical Society, Arquivos e Museu de Couro, Projeto de História Oral Transgênero, Universidade de Wisconsin-Milwaukee, e ONE National Gay & Lesbian Archives, a fim de ajudar os pesquisadores a superar vários desafios na condução de pesquisas sobre a história dos transgêneros. Os materiais que documentam a história dos transgêneros estão amplamente dispersos e o nível de descrição e acesso aos materiais varia muito. A criação deste recurso disponibiliza materiais que antes não estavam disponíveis online ou eram muito difíceis de encontrar em acervos arquivísticos. Dado que o termo transgénero é relativamente novo, os materiais processados em arquivos anteriores à década de 1990 podem não conter o termo descritivo agora amplamente aceite, pelo que este repositório digital procura colmatar essa lacuna. O DTA contém mais de 8.500 itens, incluindo boletins informativos, periódicos, fotografias e zines, e - de acordo com um dos criadores do projeto - "qualquer coisa relacionada à 'trans-gênero'." Através da fusão digital, materiais de múltiplas instituições em todo o mundo, o acesso aumenta enormemente.

## Prêmios
O professor associado KJ Rawson, diretor de projeto do DTA, recebeu uma bolsa de inovação digital e subsequente bolsa de extensão digital de US$ 150.000 do Conselho Americano de Sociedades Científicas para trabalhar no DTA. Em 2017, o repositório digital recebeu o prêmio CFW Coker da Society of American Archivists, que homenageia "auxílios para localização, sistemas de auxílio para localização, desenvolvimento inovador na descrição arquivística ou ferramentas descritivas que permitem aos arquivistas produzir auxílios para localização mais eficazes".